# Lijst van heersers over Oost-Francië
Oost-Francië heeft bestaan tussen 843, het Verdrag van Verdun, waarbij het Frankische Rijk werd opgesplitst in drie, tot het ontstaan van het Heilige Roomse Rijk in 962. De heerser over Oost-Francië had de titel van koning.
| Naam heerser           | Periode     | Huis         | Opmerking |
| ---------------------- | ----------- | ------------ | --- |
| Lodewijk de Duitser    | 843-876     | Karolingen   | Derde zoon van Lodewijk de Vrome. Na zijn dood werd Oost-Francië in drie gedeeld. |
| Karloman van Beieren   | 876-880     | Karolingen   | De oudste zoon kreeg Beieren. |
| Lodewijk III de Jonge  | 876-882     | Karolingen   | De tweede zoon kreeg Frankenland, Saksen en Thüringen. |
| Karel III de Dikke     | 876-888     | Karolingen   | De jongste zoon kreeg het hertogdom Zwaben. Hij zal alle Frankische koningen overleven. Hij verenigde in naam het rijk van Karel de Grote en droeg de keizerstitel.                                                                          |
| Arnulf van Karinthië   | 887/888-899 | Karolingen   | Arnulf was een onwettige zoon van Karloman. Hij stootte Karel de Dikke van de troon en kroonde zichzelf tot tegenkeizer in 896. |
| Lodewijk IV het Kind   | 900-911     | Karolingen   | Zijn vader stierf in december, begin 900 werd de zesjarige tot koning uitgeroepen. |
| Koenraad I van Franken | 911-918     | Konradijnen  | Het land had een sterke leider nodige om de invallen van de Magyaren te counteren. Hij werd door de edelen verkozen, om zijn titel kracht bij te zetten huwde hij in 913 met Cunigonde van Zwaben, een kleindochter van Lodewijk de Duitser. |
| Hendrik de Vogelaar    | 919-936     | Liudolfingen | Ook hij werd door de edelen verkozen, maar niet unaniem. |
| Otto I de Grote        | 936-962     | Liudolfingen | Zoon van Hendrik. In 962 werd hij tot keizer gekroond en stichtte hiermee het Heilig Roomse Rijk. |

## Vervolg
- Duitse koningen en keizers van het Heilige Roomse Rijk (962-1806)